# آنا آلیوس هنگا
آنا آلیوس هنگا (انگلیسی: Anna Aloys Henga) وکیل اهل تانزانیا است.
او بخاطر خدمات اجتماعی‌اش از جمله برنامه‌های توانمندسازی زنان در تانزانیا، شناخته شده‌است. او همچنین یک فعال حقوق بشر است و به عنوان مدیر اجرایی مرکز حقوق بشر (LHRC) منصوب شد.
در سال ۲۰۱۵ او تشویق شد تا در انتخابات عمومی تانزانیا شرکت کند. وی همچنین برندهٔ جوایزی همچون جایزه بین‌المللی زنان شجاع در سال ۲۰۱۹ شده‌است.